# Pelecostemon
- Commons
- Wikispecies

Pelecostemon Leonard, segundo o Sistema APG II, é um género botânico pertencente à família Acanthaceae.

## Espécie
Apresenta uma única espécie:
- Pelecostemon trianae
- «Lista das espécies»

## Nome e referências
Pelecostemon Leonard, 1958

## Classificação do gênero
| Sistema | Classificação                       | Referência            |
| ------- | ----------------------------------- | --------------------- |
| APG II  | Ordem Lamiales, família Acanthaceae | APweb, versão 9, 2008 |